# Tipula subserta
Tipula subserta är en tvåvingeart som beskrevs av Alexander 1928. Tipula subserta ingår i släktet Tipula och familjen storharkrankar. Inga underarter finns listade i Catalogue of Life.